# Karl-Josef Kutsch
Karl-Josef Kutsch (geboren am 11. Mai 1924 in Gangelt-Brüxgen), auch Karl Josef Kutsch, kurz K. J. Kutsch,  ist ein deutscher Arzt und gemeinsam mit Leo Riemens Verfasser des Großen Sängerlexikons.

## Leben und Werk
Karl-Josef Kutsch studierte Medizin, wurde eingezogen und nahm 1942 bis 1945 als Soldat am Russland-Feldzug des Zweiten Weltkriegs teil. 1948 schloss er an der Universität Frankfurt am Main sein Studium mit der Promotion zum Doktor der Medizin ab. Von 1952 bis 1989 arbeitete er als praktischer Arzt, gemeinsam mit seiner Ehefrau, der Ärztin Elisabeth Kutsch, in Gangelt-Brüxgen.
Seit den 1950er-Jahren baute Kutsch eine Sammlung an Schallplatten und Sängerbiographien auf. Gemeinsam mit dem niederländischen Musikwissenschaftler Leo Riemens gab er 1962 ein kleines Sängerlexikon unter dem Titel Unvergängliche Stimmen heraus. 1975 folgte die Überarbeitung als Unvergängliche Stimmen. Sängerlexikon, das unter seiner und Riemens’ Mitwirkung 1985 überarbeitet wurde und sich zum Standardwerk entwickelte. Inzwischen heißt es Großes Sängerlexikon, wurde unter Mitwirkung von Hansjörg Rost substantiell erweitert und umfasst in der aktuellen Ausgabe sieben Bände mit ausführlichen Biografien von rund 18.760 Sängerinnen und Sängern von der Renaissance bis in die Gegenwart. Die Biografien nennen den bürgerlichen Namen, einen eventuellen Künstlernamen, die Lebensdaten und Herkunft sowie das Stimmfach und geben einen Überblick über die Karriere – nach Wirkungsstätten und Werken, die gesungen und gespielt wurden. Außerdem enthalten die Biografien kurze Darstellungen der bedeutsamen Stationen, eine Charakterisierung der Stimme sowie bei großen Namen Literaturangaben und Tonträgeraufnahmen.

## Schriften
- Der Gesundheitszustand der Schulkinder im Kreise Geilenkirchen-Heinsberg im Schuljahr 1946–1947. Dissertation. 1948.
- mit Leo Riemens: Großes Sängerlexikon. Ab 1962 mehrere Ausgaben und überarbeitete Auflagen
  - 4., erweiterte und aktualisierte Auflage. 7 Bände (Aarden–Castles; Castori–Frampoli; Franc–Kaidanoff; Kainz–Menkes; Menni–Rappold; Rasa–Sutton; Suvanny–Zysset). Druckausgabe mit E-Book. Saur, München 2003, ISBN 978-3-598-44088-5 (später übernommen von De Gruyter, Berlin, mit ISBN 978-3-11-915958-6), LIX, 5371 S.